# Vladimir Družnikov
Vladimir Družnikov (Mosca, 30 giugno 1922 – Mosca, 20 febbraio 1994) è stato un attore sovietico.

## Filmografia parziale

### Attore
- Il fiore di pietra (1946)
- Naše serdce (1946)
- La canzone della terra siberiana (1947)

## Premi
- Artista onorato della RSFSR
- Artista popolare della RSFSR
- Premio Stalin
- Ordine del distintivo d'onore